# China Anne McClain
China Anne McClain (* 25. srpna 1998, Atlanta, Georgie, Spojené státy americké) je americká herečka a zpěvačka. Je členkou dívčí skupiny McClain Sisters. Svojí kariéru nastartovala v roce 2005 s filmem The Gospel (2005). Také si zahrála s Tylerem Perrym ve filmu Daddy's Little Girls. V roce 2010 si zahrála ve filmu Machři. Zlom v kariéře však nastal s rolí v seriálu Farma R.A.K. na stanici Disney Channel.
Debutové album skupiny McClain Sisters se umístilo na 29. místě v žebříčku Billboard 200. V roce 2014 se stala vítězkou pěvecké show Sing Your Face Off na stanici ABC . S Kelli Berglund si zahrála ve filmu Dokonalý KLUK (2014).

## Životopis
McClain se narodila v Atlantě v Georgii.. Její otec Michael McClain je hudební producent a matka Shontell je textařka. Aktuálně žije se svojí rodinou v Los Angeles.

## Kariéra
V roce 2005 získala roli v celovečerním filmu režiséra Robyho Hardyho The Gospel. Ve filmu upoutala pozornost Tylera Perryho, který ji ihned obsadil do role Jazmine Payne v seriálu House of Payne. Se sestrami Sierrou a Lauryn si zahrála ve filmu Daddy's Little Girls. Jako host se objevila v seriálech Námořní vyšetřovací služba a Hannah Montana. Roli Charlotte McKenzie si zahrála ve hvězdně obsazeném filmu Machři. V roce 2011 si zahrála v jednom díle seriálu Kouzelníci z Waverly. Ve stejném roce byla obsazena do hlavní role seriálu Farma R.A.K. na stanici Disney Channel. Pro seriál nazpívala cover verzi písničky Taio Cruze „Dynamite“ a také nazpívala úvodní píseň „Exceptional“. Její první videoklip k písničce „Dynamite“ měl premiéru na stanici Disney Channel 23. července 2011.
V roce 2011 podepsala se svými sestrami nahrávací smlouvu se společností Hollywood Records a utvořily skupinu McClain Sisters. Soundtrackové album k seriálu Farma R.A.K. bylo vydáno 11. října 2011. V roce 2013 si zopakovala svojí roli ve filmu Machři 2. 27. prosince 2013 bylo oznámeno, že seriál Farma R.A.K. se bude rušit po třetí sérii. Ten samý den bylo také oznámeno, že McClain Sisters odchází z Hollywood Records. V roce 2014 se zúčastnila pěvecké soutěže stanice ABC Sing Your Face Off. Soutěž vyhrála.
V roce 2015 si zahrála v jednom dílu seriálu Sběratelé kostí. Svůj hlas propůjčila do animovaného seriálu Veggie Tales in the House. Bylo oznámeno, že si zahraje roli Umy, dceru Ursuly v pokračování filmu Následníci 2. V roce 2016 si zahrála v thrillerovém filmu Brother's Blood.

## Filmografie
| Rok  | Název                      | Role               | Poznámky            |
| ---- | -------------------------- | ------------------ | ------------------- |
| 2005 | The Gospel                 | Alexis             |                     |
| 2006 | Divná sešlost              | Tamara             |                     |
| 2007 | Postrach Dennis o Vánocích | Margaret           |                     |
| 2007 | Daddy's Little Girls       | China James        |                     |
| 2008 | Six Blocks Wide            | Sousedka           | krátkometrážní film |
| 2010 | Hurricane Season           | Alana Collins      |                     |
| 2010 | Machři                     | Charlotte McKenzie |                     |
| 2013 | Machři 2                   | Charlotte McKenzie |                     |
| 2016 | Bilal: A New Breed of Hero | Ghufaira (hlas)    |                     |
| 2016 | Sheep and Wolves           | Lyra (hlas)        | anglický dabing     |
| 2017 | Ten                        | Meg                |                     |
| TBA  | Blood Brother              | Darcy              |                     |

| Rok       | Název                          | Role               | Poznámky |
| --------- | ------------------------------ | ------------------ | --- |
| 2007–12   | House of Payne                 | Jazmine Payne      | hlavní role (1.–6. řada), vedlejší role (7.–8. řada) NAMIC Vision Award v kategorii Nejlepší herečka v komediálním seriálu (2011) Nominace – Teen Icon Award v kategorii Ikona zítřka (2011) |
| 2008      | Jimmy Kimmel Live!             | Natasha Obama      | díl: „6.165“ |
| 2009      | Hannah Montana                 | Isabel             | díl: „Welcome to the Bungle“ |
| 2009      | Námořní vyšetřovací služba     | Kayla Vance        | díl: „Knockout“ |
| 2009      | Jack and Janet Save the Planet | Janet (hlas)       | televizní film |
| 2010      | Jonas                          | Kiara Tyshana      | vedlejší role (2. řada) |
| 2011      | Kouzelníci z Waverly           | Tina               | 2 díly |
| 2011–14   | Farma R.A.K.                   | Chyna Parks        | hlavní role NAACP Image Award v kategorii Nejlepší vystoupení v dětském programu (seriálu či speciálu) (2014) NAMIC Vision Award v kategorii Nejlepší herečka v komediálním seriálu (2014) nominace – NAACP Image Award v kategorii Nejlepší vystoupení v dětském programu (seriálu či speciálu) (2012, 2013) |
| 2011      | PrankStars                     | Samu sebe          | díl: „Game Showed Up“ |
| 2012      | Doktorka Plyšáková             | Tisha McStuffins   | díl: „Chilly Gets Chilly/Through the Reading Glasses“ |
| 2014      | Sing Your Face Off             | Samu sebe          | 1. série, vítězka |
| 2014      | Hodina duchů                   | Sam Covington      | díl: „Argh V“ |
| 2014      | Dokonalý KLUK                  | Gabby Harrison     | televizní film |
| 2015      | Sběratelé kostí                | Kathryn Walling    | díl: „The Lost in the Found“ |
| 2015      | VeggieTales in the House       | Jenna Chive (hlas) | díl: „Jenna Chive Live“ |
| 2015–2016 | Následníci: Kouzelný svět      | Freddie (hlas)     | hlavní role |
| 2016      | Noční směna                    | Lauren             | díl: „Unexpected“ |
| 2017      | Následníci 2                   | Uma                | televizní film |
| 2018      | The Paynes                     | Jazmine Payne      | vedlejší role, 3 díly |
| 2018–2021 | Black Lightning                | Jennifer Pierce    | hlavní role |
| 2019      | Následníci 3                   | Uma                | televizní film |